# Casa Senyorial de Reģi
La Casa Senyorial de Reģi (en letó: Reģu muižas pils) és una casa senyorial a la històrica regió de Curlàndia, al Municipi d'Alsunga a l'oest de Letònia.
L'edifici, construït el 1890, allotjava un asil d'ancians fins que un incendi al febrer de 2007 va destruir el sostre i l'interior, matant 26 persones.